# 月光菩薩

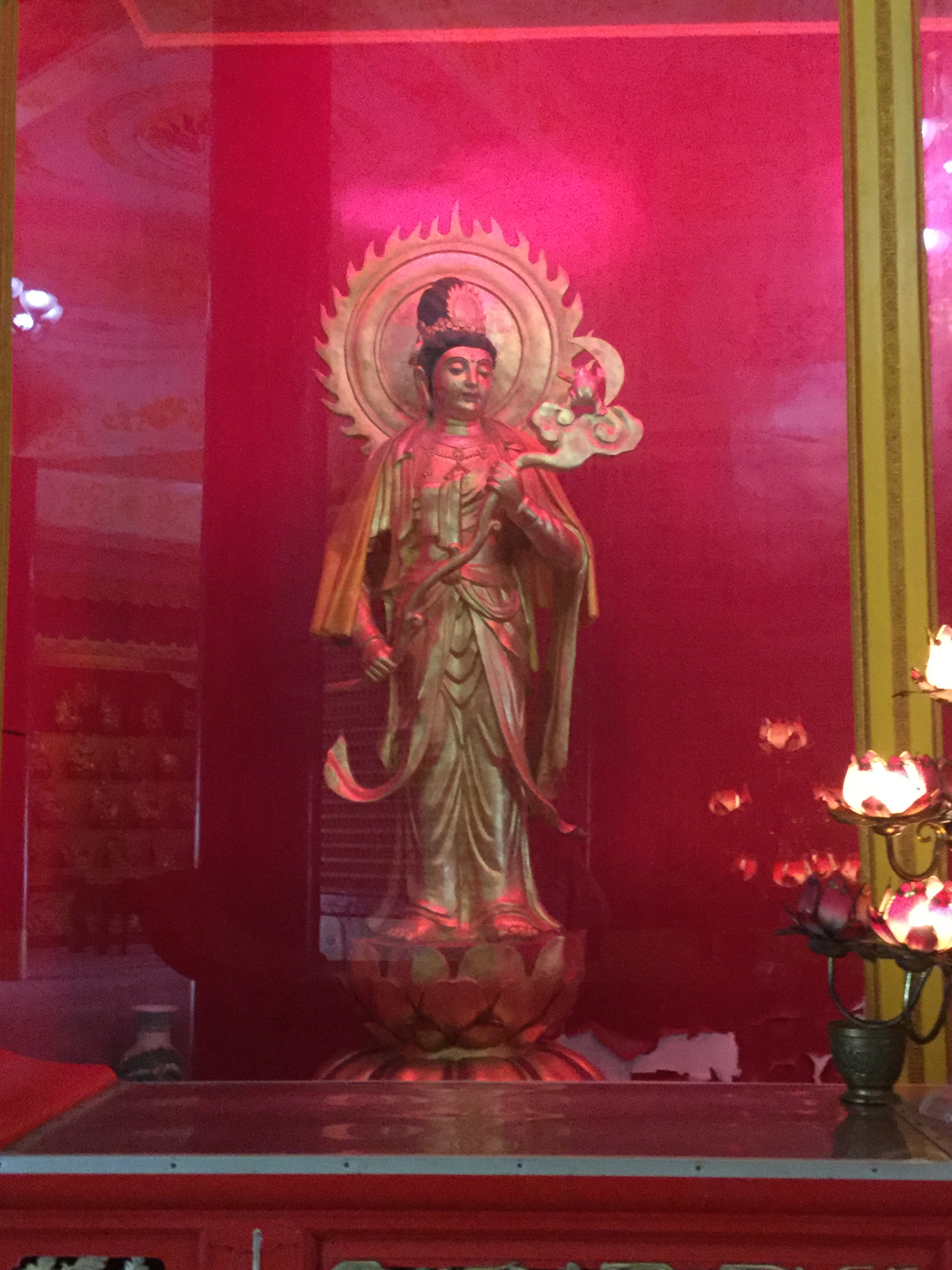
月光菩萨像，位于汕头市天坛花园九天玄女宝塔。

月光菩薩（梵語： Candraprabha），又称月光遍照菩萨、月净菩萨或月光普照菩薩，出現於大乘佛教經典的人物，最早見於《佛說決定毘尼經》。比較為人熟知為药师佛的右胁侍，净琉璃世界的東方三聖之一。

## 源流
有關月光菩薩的出處，源流有三：
1. 印度古帝王，即釋尊於過去世修菩薩行之前身。據佛教賢愚經卷六、月光菩薩經[2]、大寶積經卷八十記載，「此王具有大威德，後施頭予勞度差婆羅門，滿足檀波羅蜜行，又稱月光菩薩。」
2. 佛世時中印度舍衛國波斯匿王之異名。仁王護國般若波羅蜜經卷上（大八·八二五中）：「舍衛國主波斯匿王，名曰月光」。波斯匿，梵名Prasenajit，巴利名Pasenadi，又作邏犀那恃多王、囉洗曩喻那王。意譯「勝軍王」、「勝光王」、「和悅王」、「月光王」、「明光王」。他為中印度憍薩羅國國王，約與釋尊同時，為釋尊教團之大外護者，兼領有迦尸國，與摩揭陀國並列為大強國。王初暴惡無信，歸佛後，屢蒙佛陀教化，篤信佛法，曾與其夫人摩利迦問答，得「人皆深愛自己」之結論。其後請教釋尊，其對話迄今仍知名於世。
3. 月光菩薩又稱月淨菩薩、月光遍照菩薩。月光菩薩是東方淨琉璃世界藥師佛之右脅侍，與左脅侍日光菩薩並為藥師如來的兩大輔佐。[3]藥師如來，月光菩薩與日光菩薩三尊菩薩合稱「東方三聖」。亦有相傳藥師如來與日光、月光菩薩本為父子，曾於電光如來法運中勤修梵行，受電光如來咐囑分別改名為醫王與日照、月照，發無上菩提大願，誓救六道一切有情出輪迴苦。

## 地位
「月光遍照」在佛法上表示靜定，明澈清輝，可容攝大千芸芸眾生，使免於受貪、瞋、痴、三毒逼惱。藥師經曰：「于其國中，有二菩薩摩訶薩：一名日光遍照，二名月光遍照，是無量無數菩薩之上首」。在藥師佛的無量菩薩眷屬裡，月光菩薩與日光菩薩是位居上首的重要菩薩，兩人秉持著藥師如來的正法寶藏。

## 月光菩薩陀羅尼
月光菩萨与观世音菩萨的《大悲咒》也有密切关系。持诵大悲咒者，日光菩萨、月光菩薩会与无量神人来为作証。凡是持诵大悲咒者，如能再持日光菩萨陀罗尼與月光菩薩陀羅尼（《大正藏》第二十册六六零页），则能辟除魔障及天灾，得不可思议善果报。
深低帝屠蘇吒 阿若密帝烏都吒 深耆吒 波賴帝 耶彌若吒烏都吒 拘羅帝吒耆摩吒 娑婆訶

## 外部連結
- 佛光大辭典網絡版 （页面存档备份，存于）
- 藥師法門文彙 （页面存档备份，存于）
- 《月光菩薩經》(CBETA)